# Adoretus somalinus
Adoretus somalinus är en skalbaggsart som beskrevs av Benderitter 1930. Adoretus somalinus ingår i släktet Adoretus och familjen Rutelidae. Inga underarter finns listade i Catalogue of Life.